# Changement climatique brutal
Un changement brutal du climat est défini comme un changement du système climatique planétaire, de grande ampleur et se déroulant sur une période de temps très courte du point de vue géologique et climatique (de quelques décennies, voire moins). Un tel changement cause d'importantes perturbations dans les systèmes naturels et causerait d'importantes perturbations sociales et économiques, éventuellement susceptibles de mettre l'humanité en péril.

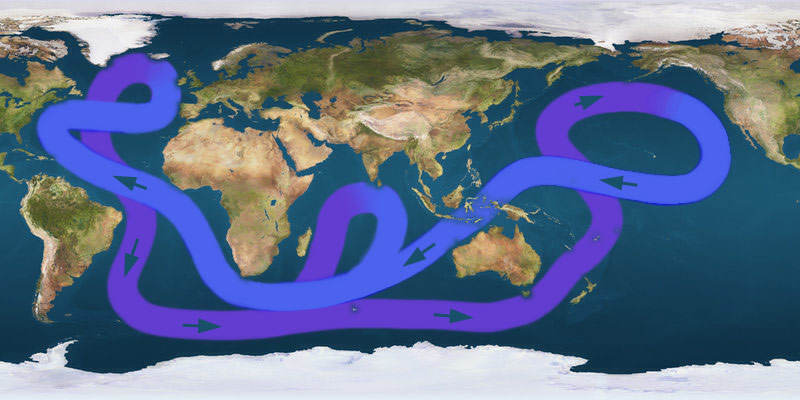
Une modification de la circulation thermohaline pourrait exacerber la brutalité de certains changements du climat, au moins localement et régionalement.

## Enjeux et état de la connaissance au début duXXIesiècle
Un réchauffement brutal et catastrophique pouvant mettre l'humanité en péril à court terme est une hypothèse climatique qui a d'abord été présentée comme hautement spéculative et relevant de la science-fiction plus que d'une prospective sérieuse, avant de prendre de la consistance scientifique à partir du Sommet de Rio (juin 1992), puis des difficultés d'application du protocole de Kyoto. Cette possibilité commence à être envisagées par les prospectivistes, notamment par le GIEC sous l’égide de l’ONU, puis par un rapport universitaire de synthèse et d’évaluation car des changements importants et brutaux peuvent mettre en péril tout ou partie de l’humanité, de la biodiversité ou les capacités des sociétés et des écosystèmes à s’adapter. La grande presse s'en est peu à peu fait l'écho, avec par exemple en France un éditorial du Monde du 18 novembre 2000, évoquant les négociations internationales sur le climat « plus difficile que celle sur le désarmement nucléaire », et mettant en jeu « l'avenir de l’humanité ».
Les nouvelles projections d’augmentation du niveau des mers, pour la fin du XXIe siècle dépassent les projections présentées dans le rapport AR4 du GIEC (0,28 ± 0,10 m à 0,42 ± 0,16 m de montée), mais aucune certitude n’est possible.
On n’a pas encore non plus de preuve de fortes modifications anthropiques des précipitations en Amérique du Nord, mais avec les progrès des modèles et l’absence d’amélioration suffisante des émissions de gaz à effet de serre, les prévisions sont plus pessimistes que lors des premiers rapports du GIEC, en particulier concernant le risque de canicules et sécheresses estivales sévères et persistantes, phénomène peut-être déjà amorcé, mais qu’on ne pourrait pas encore distinguer de la variabilité naturelle des hydroclimats dans le sud-ouest de l'Amérique du Nord.

## Impacts d'un changement brutal du climat

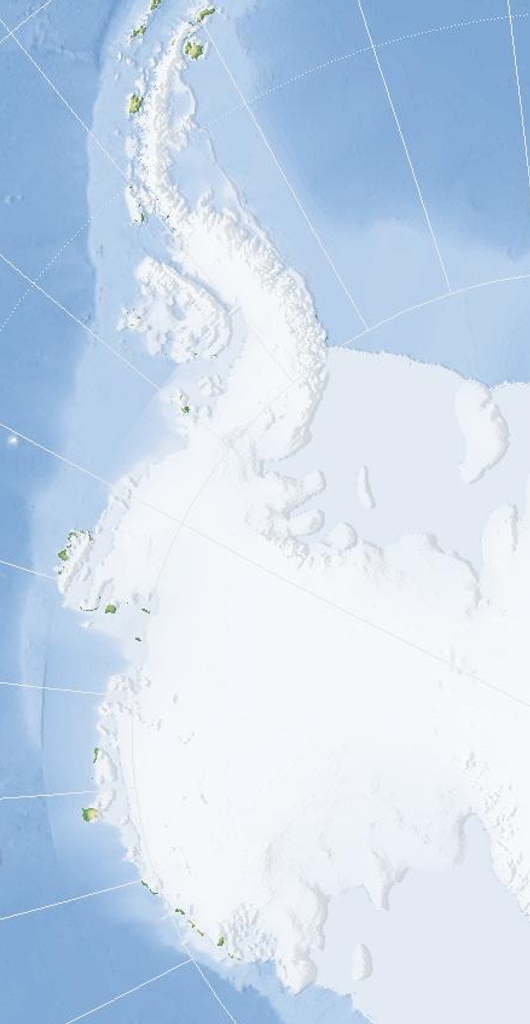
Image satellitale (composite) de l’Ouest de l’Antarctique, l’une des régions les plus sensibles à la fonte des glaces polaires au sud

Ils seraient notamment liés aux phénomènes suivants :
- la fonte rapide de glaciers et des calottes glaciaires, induisant une montée du niveau de la mer et des problèmes hydriques ;
- un changement général et radical des cycles hydrologiques et des climats locaux ;
- un changement brusque de la circulation des masses d’eau et d’air chauds et froids, avec perturbation des couches d'eau salée ;
- exacerbation du réchauffement (si le choc climatique ne va pas dans le sens d’un refroidissement), par les incendies de forêts et surtout via la libération rapide dans l'atmosphère d’hydrates de méthane à partir du pergélisol et des fonds littoraux ;
- risques éco-épidémiologiques associés ; les changements de zones climatiques permettent à des microbes de coloniser des zones où leurs hôtes n’ont pas acquis d’immunité naturelle ;
- augmentation du risque de catastrophe naturelle (inondations, sécheresses, incendies, maladies, voire tremblements de terre ou tsunami à la suite d'un rééquilibrage eustatique (somme de rééquilibrages des contraintes tectoniques induits par les changements de répartition des masses (glaces et mer) pesant sur la croûte terrestre.

… et par suite
- augmentation des risques sanitaires, technologiques et industriels
- augmentation des risques de crises sociales (brusques afflux de réfugiés, déplacement des zones de culture et d’urbanisation, etc.
- problèmes de ressources halieutiques liées notamment aux modifications de salinité, de température et de la circulation thermohaline, etc.

## Causes possibles d'un changement climatique brusque

### Dans le passé
La majorité des extinctions passées semble due à des variations climatiques brutales.
Les données paléoécologiques et paléoclimatiques disponibles laissent penser que l’élément causal des fluctuations très brutales du climat semble dans le passé avoir été un aléa naturel.
On en connaît différents types :
- Aléa extra-planétaire : Par exemple, la chute de la météorite du Chicxulub est souvent évoquée comme cause initiale de l'effondrement de la biodiversité à la fin du Crétacé, mais il semble (Courtillot, 2004) que des éruptions volcaniques (induites ou indépendantes de chocs météoritiques) qui ont laissé des trapps (dans le Deccan, Éthiopie) gigantesques, ont le plus drastiquement perturbé le climat durant des centaines d'années à une vitesse dépassant la cadence des adaptations évolutives possibles des espèces. En particulier, la crise des trapps de Sibérie est associée à l'hécatombe du permien.
- Volcanisme : Des perturbations significatives et mesurables ont suivi l'éruption du Pinatubo en 1991 et en 1783 -1784, celle du Laki (éruption islandaise dont le nuage a laissé une trace dans les registres de mortalité d'Europe (Courtillot, 2005). En 1815, l'éruption du Tambora a également eu des conséquences climatiques mondiales, avec de fortes perturbations en 1816. Un phénomène volcanique de grande ampleur pourrait avoir des conséquences bien plus importantes et durables. Des tremblements de terre et tsunamis pourraient peut-être devenir plus fréquents et importants en cas de réchauffement ou refroidissement brutal, à la suite du rééquilibrage eustatique induit par les changements de masses des glaciers polaires et des masses d’eau (lacs, mers…).
- Fonte des hydrates de méthane : un dégel massif des hydrates de méthane serait la cause majeure de l'extinction Permien-Trias il y a 250 millions d'années (Heydari, 2008[4] ; Brand, 2016[5]), et la cause du réchauffement de la Terre boule de neige il y a 630 millions d'années (Kennedy, 2008[6]). Le réchauffement climatique actuel pourrait causer une fonte partielle des hydrates de méthane du pergélisol et des fonds marins, causant un relargage massif de méthane dans l'atmosphère entraînant un emballement du réchauffement climatique[7] (hypothèse du fusil à clathrates) : « Si la totalité du carbone emprisonné dans le pergélisol venait à être relâchée, cela pourrait avoir des conséquences dramatiques pour le réchauffement climatique », explique Florent Dominé qui évoque une augmentation de 5 à 8 °C de la température d’ici à 2100, dans un dossier du CNRS[8].

## Prospective de court et moyen terme
Dans les années 1980-1990, les risques de ce type imaginés pour le futur étaient ceux liés aux conséquences d’une grande guerre nucléaire, ou du volcanisme. Ces risques étaient associés à un refroidissement brutal dit hiver nucléaire, concept développé alors que les tensions liées à la guerre froide étaient encore vives, dans une étude commandée à 5 chercheurs réputés, sur les effets d’une guerre nucléaire. Leur conclusion, publiée dans Science en [1983], dans un article intitulé Global Atmospheric Consequences of Nuclear War, était que les aérosols et poussières produites par des bombes de 100 mégatonnes sur 100 villes suffiraient à assez opacifier l'atmosphère pour que la photosynthèse soit rendue en quelques heures impossible, et qu'une mortalité massive des plantes entraîne un effondrement en chaine des écosystèmes, en menaçant la survie de tous les humains. Sur la base des impacts des éruptions volcaniques récentes, l'étude estimait que la température moyenne chuterait de 5 à 15 °C. Cet article a influencé Mikhaïl Gorbatchev et de nombreux élus qui ont alors cherché à mettre en place un processus de désarmement nucléaire.
Depuis la fin des années 1990, certains experts n’excluent plus un changement brutal inverse ; un réchauffement induit par des émissions massives de gaz à effet de serre qui ne diminuent pas aussi vite que ce que les scénarios moyens et engagements avaient prévu.
Les récentes évolutions, rapides, de fonte des bords de l'ouest de l'Antarctique et des glaces de l'inlandsis groenlandais, l’état des mers et des coraux, l’avancée de la désertification et de la déforestation inquiètent les experts et semblent donner raison aux pires scénarios du GIECC. Ces phénomènes se sont accélérés depuis 20 ans, dépassant les premières prévisions les plus pessimistes des années 1990. La génération actuelle des modèles n’est néanmoins pas encore assez performante pour correctement saisir ces processus et anticiper sur leurs impacts. On ignore donc la part d’un éventuel début de déséquilibre grave qui pourrait conduire à un brutal réchauffement au XXIe siècle, et celle de déséquilibres de courte ou moyenne durée qui ne seraient que des ajustements naturels aux récents changements climatiques.
Des effets synergiques et aggravants sont possibles et probables. Et ils risquent de s’exprimer plus intensément et plus fréquemment dans un climat plus chaud. Mais on ne sait pas aujourd'hui prévoir leur ampleur et la mise en œuvre du principe de précaution s’avère difficile dans ce domaine.
Le méthane : Une brutale hausse des teneurs de l'air en méthane, à partir de la fonte des clathrates est envisagée par certains experts :
- elle contribuerait a priori, en un cycle auto-entretenu, à un réchauffement brutalement accéléré ;
- une augmentation des incendies de forêt et de l’érosion des sols (turbidité de l’eau, zones mortes, dégradation des estuaires…) pourrait conjointement aggraver la situation en termes de teneur de l’air en GES ;
- les modèles disponibles en 2009 ne sont pas encore très précis, et on connaît encore mal le stock de clathrates (les estimations varient d’un facteur 1 à 10), et le cycle biologique du méthane (bactéries méthanotrophes en particulier..) est également mal connu. Mais des modèles récents suggèrent un doublement possible des émissions de CH4 aux hautes latitudes (autour des pôles), or ce CH4 a une durée de vie plus courte que le CO2 contribue au réchauffement 21 fois plus que le CO2 ;
- ni la modélisation, ni les analyses isotopique des carottes de glaces polaires n’indiquent que des quantités très importantes d’hydrates de méthane aient brusquement été libérées dans l’air depuis 100 000 ans. Il n'y a pas d'indices forts d'émissions en cours ou pour un très proche avenir. Il semble y avoir eu une crise de ce type à la limite Paléocène-Éocène, il y a environ 56 millions d'années[10], mais l'hypothèse doit encore être confirmée.

Si le risque de libération catastrophique de méthane dans l'atmosphère lors du prochain siècle semblait jusqu'à récemment (autour de 2010) très peu probable. Les modèles actuels suggèrent un doublement des émissions lors du prochain siècle, mais ils sont a priori encore peu réalistes, tant les incertitudes concernant le méthane sont nombreuses. Une augmentation rapide ne peut être écartée ni affirmée. L’accélération de la fonte d'hydrates de méthane est probable et admise, mais son ampleur reste difficile à estimer. Avant cela reste à traiter le problème du méthane émis par les bassins miniers, les décharges, les égouts, les estuaires dégradés, etc.
Le risque d'éruptions significatives de méthane en Arctique est désormais devenu important, voire inquiétant. Des groupes d'experts se sont ainsi exprimés en 2012 pour lancer une alerte rouge. On peut voir par exemple le site arctic-news.blogspot.fr ainsi que des articles de Nature. Ils évoquent le fait que les clathrates, en fondant, libèrent des quantités de méthane importantes dont ils empêchaient l'éruption parce qu'ils formaient une couche étanche, désormais en cours de disparition. Les quantités de carbone, et notamment de méthane, contenues dans ces sols (à terre, ou en mer) ont aussi été réévaluées significativement. Ils se fondent sur des études récentes de la NASA (surveillance satellitaire des teneurs en méthane et des températures autour du pôle nord), de l'université de Fairbanks en Alaska, appuyées sur des investigations visuelles à terre et en mer. La zone orientale de l'arctique sibérien (East Siberian area Shelf) est repérée comme une zone d'éruptions particulières, attribuées à des déstabilisations de la couche de clathrates par l'activité sismique de cette zone. Le recouvrement avec les teneurs en méthane observées par satellite est à la base de ce rapprochement. Une campagne d'observation à l'été 2010 et 2011 a révélé une augmentation significative de zones de bullage (campagne navale dirigée par Simelitov). Ces observations sont corroborées aux manifestations récentes d'un début de réchauffement brutal: incendies, augmentations de température significatives.
Les quantités en cours d'éruption sont encore difficile à déterminer, mais il y a un certain consensus pour dire qu'ils sont d'une ampleur très inquiétante. Voir par exemple l'article de Nature sur le permafrost décembre 2011.
La gravité de ces éruptions est liée à l'ampleur des zones concernées, et à la difficulté des actions humaines pouvant conduire à enrayer ces échappements, ou à diminuer leurs conséquences. Les bullages sont en effet associés à l'ensemble du permafrost (25 % de la surface émergée de l'hémisphère nord), à des zones marines étendues sur des centaines ou milliers de kilomètres, même en se restreignant à des zones plus « urgentes ».

## Modifications auto-entretenues et accélérées de l'albédopolaire
La paléoclimatologie montre que des modifications rapides de l’albédo et du volume de glace ont toujours dans le passé connu été associés à des changements climatiques brutaux, avec une corrélation inverse et forte entre taux de CO2 et de CH4 de l’air et volume global de glace.
- Une petite montée des océans a eu lieu, nettement perceptible dans l’atlantique nord, à la période carolingienne. Avant cela, la dernière grande élévation du niveau marin a été associée à une fonte générale des glaciers à la fin du dernier âge glaciaire (vers - 20 000 ans), avec une hausse moyenne de 10-20 millimètres par an et un important « afflux d’au de fonte glaciaire » supérieure 50 mm/an (en moyenne), durant plusieurs siècles, démontre clairement le potentiel de plaques de glace à cause rapide du niveau de la mer et des grands changements[2].

L'élévation du niveau de la mer des glaciers et les calottes de glace s'est récemment accélérée. L'équilibre entre les gains et les pertes de masse du pôle nord a diminué, passant de près de zéro au début des années 1990 à des pertes nettes de 100 gigatonnes par an(GT/an) à plus de 200 GT/an pour les plus récentes observations en 2006. La glace antarctique s’est localement épaissie, mais son bilan global de masse est d'une perte nette d'environ 80 Gt/an dans le milieu des années 1990, passant à près de 130 GT/an dans les années 2000. 
La dernière estimation (2007) de bilan de masse des « petits » glaciers et des calottes glaciaires est une perte au moins trois fois plus élevée (380 à 400 GT/an) que la perte estimée pour le milieu du XIXe siècle. Les observations récentes de l'inlandsis montrent que les changements dans la dynamique de la glace ont été sous estimés, et rien ne permet de dire qu’ils ne peuvent encore s'accélérer.
On observe une forte corrélation entre les périodes de forte fonte de surface et l'augmentation de la vitesse des glaciers, ce qui pourrait être dû à la diminution de l’albédo (la couleur des mers et sols polaires fonce, leur permettant d'absorber plus de chaleur solaire), ce qui réchauffe les sols et augmente le drainage des eaux issues de la fonte accélérée de ces glaciers. Ce drainage lubrifierait la base du glacier en en accélérant sa descente vers la mer. Un réchauffement supplémentaire pourrait encore augmenter le débit de fonte et la perte de masse, de manière non linéaire, voire exponentielle. Les marges de l'Antarctique et de l’inlandsis groenlandais montrent une accélération de la fonte et de l'amincissement de la couche de glace, avec une vitesse des glaciers qui a plus que doublé en quelques décennies. L’accélération de ces glaciers a souvent immédiatement suivi leur réduction ou la perte de leurs extensions flottante.
Les fontes des fronts de certains glaciers semblent donc accélérées par leur fusion basale, malgré un réchauffement océanique apparemment faible. L'interaction avec les eaux chaudes de la périphérie des grandes plaques de glace, encore mal modélisée, représenterait une des plus causes possibles de changement brutal du système climatique. Le rapport AR4 du GIEC estime d’ailleurs que les projections antérieures du niveau de la mer pour la fin du XXIe siècle ont été sous-estimées par les modélisations.

## Le rôle de lacirculation thermohaline
Un blocage du « tapis roulant » des grands courants océaniques est parfois évoqué et ne peut être exclu à long terme. Les estimations de 2009 laissent néanmoins penser que ce ralentissement pour le XXIe siècle ne devrait pas dépasser 25-30 % (ce qui suffirait peut-être à générer d'importants impacts locaux et différés), et qu'il est « très peu probable » que ce cycle s’effondre ou fasse l’objet d’une brusque transition avant la fin du XXIe siècle (bien que cette possibilité ne puisse pas être entièrement exclue précisent les rédacteurs du rapport qui ajoutent que même sans effondrement de ce cycle au XXIe siècle, les conséquences possibles de cet événement peuvent être graves, incluant un déplacement vers le sud de la ceinture des pluies tropicales et une élévation plus rapide du niveau de la mer en atlantique Nord, et des perturbations des écosystèmes marins.
- Si ce tapis roulant est modifié, les zones de transfert de chaleur entre mer et atmosphère le seront également, avec un impact majeur possible sur de nombreux aspects du système climatique mondial et ce, sur plusieurs gammes d'échelles de temps.
- De nombreux indices indiquent un lien fort entre modifications passées de la circulation thermohaline et les fluctuations passées de la température de surface de l'Atlantique,
- Les données paléoclimatiques montrent qu’il semble y avoir eu dans le passé (durant la période glaciaire notamment) des modifications importantes sur de courtes périodes (décennales), avec un impact climatique global très important localement (dans l’Atlantique mais aussi dans les régions éloignées du monde). Et même avec des projections basées sur un scénario d’affaiblissement modéré, il est très probable qu’un réchauffement à une échelle multidécennale se produise sur la plupart de la région européenne et en Amérique du Nord[2].

## Pour mieux évaluer la crédibilité de l'hypothèse d'un changement brutal
Pour améliorer les prévisions à court et à long terme, il faudrait mieux estimer, modéliser et suivre :
- les causes et dynamiques à court, moyen et long terme des changements du système Biosphère-atmosphère-océan-terres émergées ;
- les composantes vulnérables du système climatique (dont glaciers et inlandsis, par exemple dans le cadre du World Glacier Inventory, courants marins, etc.) ;
- le bilan d'épaisseur, de surface, de densité, de masse, de température, de fonte, etc. ;
- la vitesse des glaciers ;
- les mouvements, altitudes et courants globaux et locaux de la mer ;
- les puits de carbone océaniques, forestiers et des sols ;
- le rôle des estuaires et des zones mortes ;
- les perturbations thermo-hygrométriques et leurs conséquences sur le cycle du carbone et l'effet de serre ;
- le rôle des aérosols ;
- le taux atmosphériques de méthane, ses origines géographiques et sa composition isotopique ;
- la taille et la position des réservoirs d'hydrates de méthane et leur vulnérabilité au changement climatique ;
- les processus impliqués dans le relarguage de méthane à partir des hydrates, et la situation actuelle et future du climat selon qu'il y ait ou non une accélération de la libération du méthane provenant des zones humides, estuaires, décharges et dépôts d'hydrates terrestres ;
- les évènements climatiques du passé (changements brusques en particulier).

#### Changements et cycles climatiques
- Changement climatique, Refroidissement climatique

#### Phénomène contemporain
- Réchauffement climatique
- Points de basculement dans le système climatique
- Effets du réchauffement climatique (aspects géopolitiques et économiques)
- Risques d'effondrements environnementaux et sociétaux
- Empreinte écologique (concept visant à la réduction des causes anthropiques)
- Une vérité qui dérange, film documentaire d'Al Gore — site

#### Instances internationales
- Sommet de la Terre
- Horloge de la fin du monde

#### Histoire du climat
- Histoire du climat, Histoire du climat avant 1850
- Sciences de la Terre
- Glaciations et optima climatiques : optimum climatique médiéval, petit âge glaciaire
- Tectonique des plaques
- Niveau de la mer, montée des océans

#### Changement et sciences humaines
- Conduite du changement
- Plan climat
- Sortie des combustibles fossiles

### Filmographie
- La 11e heure, le dernier virage, film de Leonardo DiCaprio.